# Austropetaliidae
Austropetaliidae (лат.) — реликтовое семейство стрекоз (Aeshnoidea, Anisoptera). Южное полушарие. 11 видов, большая часть которых включена в международную Красную книгу МСОП.

## Распространение
Австралия, Аргентина и Чили.

## Описание
Длина 3—8 см. Усики личинок 7-члениковые, лапки 3-члениковые. Крылья с 5-8 красными или красно-коричневыми пятнами.
Группа была создана из некоторых архаичных членов семейства Neopetaliidae и возведена в статус семейства в 1994 году.

## Классификация
4 рода и 11 видов:
- Austropetaliinae Carle & Louton, 1994
  - Austropetalia Tillyard, 1916 — 3 вида, Австралия
- Archipetaliinae Carle, 1996
  - Archipetalia Tillyard, 1917 — 1 вид, Тасмания
    - Archipetalia auriculata Tillyard, 1917
- Hypopetaliinae Carle, 1996
  - Hypopetalia  McLachlan, 1870 — 1 вид, Чили
    - Hypopetalia pestilens McLachlan, 1870
- Eurypetaliinae Carle, 1996
  - Phyllopetalia  Selys, 1858 — 6 видов, Аргентина и Чили